# Anders Johan Lexell

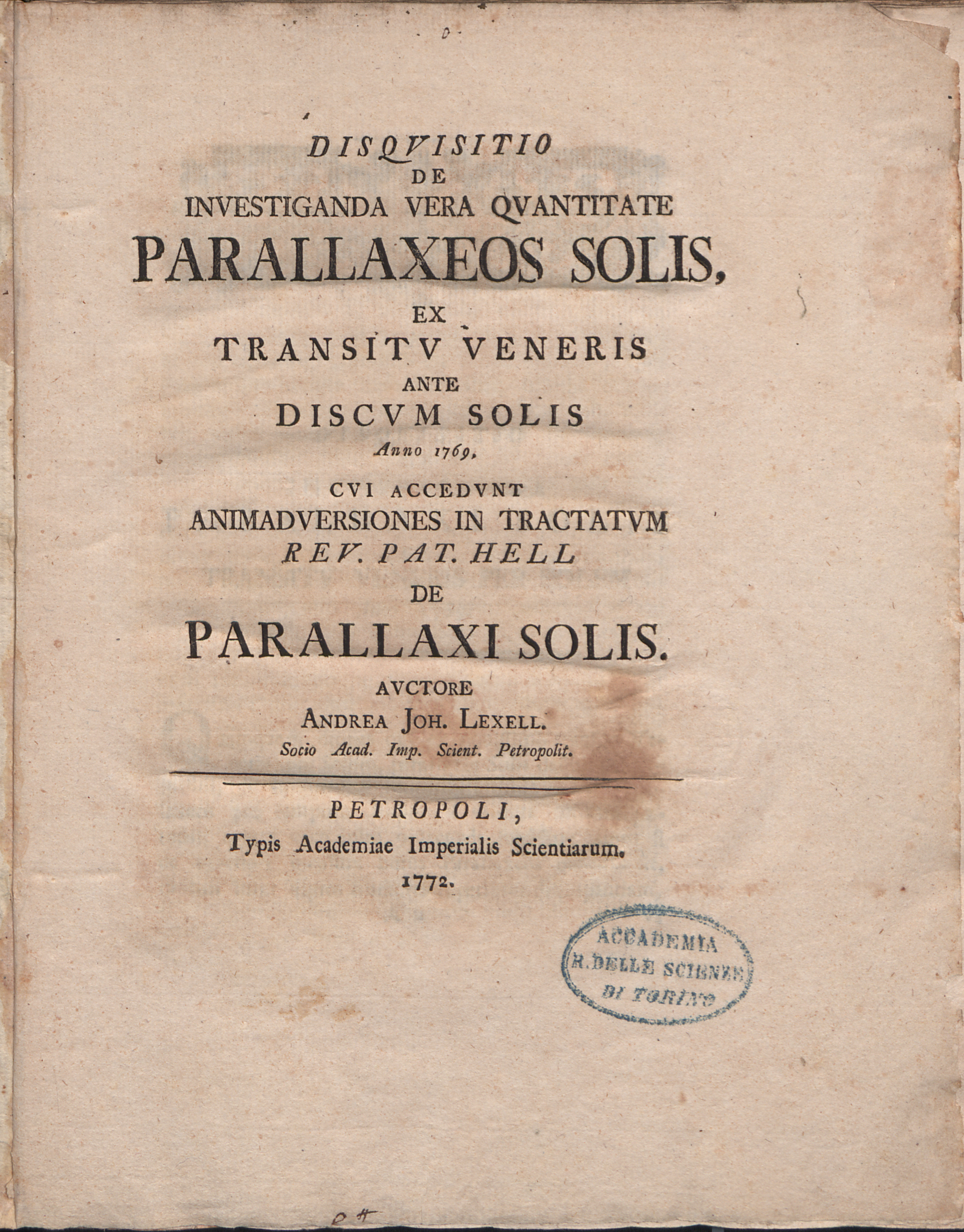
Disquisitio de investiganda vera quantitate

Anders Johan Lexell, född 24 december 1740 i Åbo, död 11 december 1784 i Sankt Petersburg, vetenskapsman, astronom.
Anders Johan Lexell var son till guldsmedsmästaren och riksdagsmannen Jonas Lexell och hans första hustru, Magdalena Catharina Björkegren, dotter till assessorn Anders Björkegren och Margareta Catharina Wittfooth. Släkten Lexell har sitt namn från Lexe gård utanför Gävle, och inflyttade till Åbo med Anders Johan Lexells far. Anders Johan Lexell inskrevs vid Kungliga Akademien i Åbo, disputerade 1759 för M. J. Wallenius, pro gradu 1760 för Jakob Gadolin, och promoverades sistnämnda år till filosofie magister. Han studerade därefter ett tag vid Uppsala universitet.
Lexell blev docent i matematik vid universitetet i Åbo 1763. Under de av vetenskapsakademin i Sankt Petersburg igångsatta förberedelserna för iakttagandet av Venuspassagen 1769 vände sig Lexell till akademin med anhållan om att få deltaga i dessa vetenskapliga arbeten. För att understödja denna sin begäran sände han en avhandling om vilken akademins berömde ledamot Euler utlät sig på det fördelaktigaste. Lexells anhållan bifölls och sedan svenska regeringen ofördröjligen gett sitt tillstånd, begav han sig till Sankt Petersburg, där han iakttog Venuspassagen. Resultatet meddelade han 1772 i en uppsats. Enligt hans beräkningar skulle solens parallax vara 8,68". 
Lexell fortsatte sina astronomiska arbeten i Sankt Petersburg, ägnade sig särskilt åt studier av kometbanorna, och publicerade 1770 en avhandling om detta. Samma år upptäckte han den sedan efter honom benämnda kometen (Lexells komet), vars omloppstid han på grund av om sommaren och hösten det nämnda året gjorda iakttagelser beräknade till 5,6 år. Vid närmare undersökning visade det sig dock, att denna bana inte var äldre än från 1767, då kometen hade kommit nära Jupiter och genom denna planets inverkan fått ett ändrat lopp. 1779 ändrades banan åter genom Jupiters inverkan på sådant sätt, att den blev osynlig från jorden.
Samtidigt med Laplace visade Lexell att den 1781 av Herschel upptäckta och för komet hållna Uranus var en planet. Lexell deltog vidare i arbeten för utveckling av teorin för månens rörelse.
Lexell invaldes 1773 som utländsk ledamot nummer 84 av Kungliga Vetenskapsakademien.
Lexell var ogift och testamenterade större delen av sina egendomar till sina systerbarn.

## Eftermäle
Asteroiden 2004 Lexell är uppkallad efter honom.